# Фалакон
Фалакон (тадж. Фалакон, до 2008 года — Шапкин) — село в районе Рудаки Республики Таджикистан. Входит в состав джамоата (сельской общины) Россия района Рудаки.
Находится недалеко от г. Душанбе, на расстоянии 11 км от райцентра (пгт. Сомониён) и 3 км от центра общины (село Куштеппа).
Население — 2793 чел. (2017).
В 1932 в кишлаке Фалакон джамсовета Гулистан Сталинабадского района проживало 79 человек в 29 хозяйствах (узбеки).